# Eburodacrystola pickeli
Eburodacrystola pickeli là một loài bọ cánh cứng trong họ Cerambycidae.